# 14959 TRIUMF
14959 TRIUMF (1996 JT3) là một tiểu hành tinh vành đai chính được phát hiện ngày 9 tháng 5 năm 1996 bởi Spacewatch ở Kitt Peak.